# Скитківська сільська рада
| Скитківська сільська рада — колишній орган місцевого самоврядування у Липовецькому районі Вінницької області з адміністративним центром у c. Скитка. Сільській раді були підпорядковані населені пункти: - c. Скитка - с. Теклинівка - с-ще Тельмана - с. Хороша |

## Склад ради
Рада складається з 14 депутатів та голови.

## Керівний склад сільської ради
| ПІБ                            | Основні відомості                                                         | Дата обрання | Дата звільнення |
| ------------------------------ | ------------------------------------------------------------------------- | ------------ | --------------- |
| Расновський Василь Филимонович | Сільський голова, 1964 року народження, освіта, член народної партії      | 26.03.2006   | 31.10.2010      |
| Расновський Василь Филимонович | Сільський голова, 1964 року народження, освіта вища, член народної партії | 31.10.2010   | 11.01.2012      |
| Слободянюк Олег Григорович     | Сільський голова, 1958 року народження, освіта вища, безпартійний         | 27.05.2012   |                 |

Примітка: таблиця складена за даними джерела